# Stato Islamico (organizzazione)
Lo Stato Islamico (abbreviato SI o IS, in arabo الدولة الإسلامية‎?, al-Dawla al-Islāmiyya) è un'organizzazione terroristica paramilitare internazionale, fondata da Abu Musab al-Zarqawi (come al-Qāʿida in Iraq) e da Abu Bakr al-Baghdadi (come Stato Islamico). Il suo autoproclamato emiro Abu Bakr al-Baghdadi affermò la nascita di un califfato, definito "dello Stato Islamico dell'Iraq e della Siria" nei territori dell'Iraq e della Siria di cui si proclamò califfo il 29 giugno 2014. Prima di tale proclamazione il gruppo si faceva chiamare "al-Dawla al-Islāmiyya fī l-ʿIrāq wa l-Shām" (in arabo الدولة الإسلامية في العراق والشام‎?, sigla in arabo داعش, ovvero Dāʿish o Daesh), tradotto in italiano come Stato Islamico dell'Iraq e della Siria (Islamic State of Iraq and Syria, ISIS) o Stato Islamico dell'Iraq e del Levante (Islamic State of Iraq and the Levant, ISIL): la parola araba Shām indica infatti quella regione geografica che comprende il sud della Turchia, la Siria, il Libano, Israele, la Giordania e la Palestina e che viene indicata come "Grande Siria" o "Levante".
Sebbene questo gruppo dichiari di fondarsi sulla religione Islamica sunnita, molti leader del mondo islamico hanno sostenuto l'illegittimità della proclamazione e il contrasto dell'ideologia del gruppo con la dottrina religiosa.
Le origini del gruppo risalgono ad "al-Qāʿida in Iraq" (2004–2006), poi rinominata "Stato Islamico dell'Iraq" (2006–2013), fondata da Abu Muṣʿab al-Zarqāwī nel 2004 per combattere l'occupazione statunitense dell'Iraq e il governo iracheno sciita sostenuto dagli Stati Uniti d'America dopo il rovesciamento di Saddam Hussein. Nel 2013 lo Stato Islamico dell'Iraq ha proclamato unilateralmente la propria unificazione con la branca siriana di al-Qāʾida, che aveva conquistato una parte del territorio siriano nell'ambito della guerra civile contro il governo di Baššār al-Asad, ma esponenti di quest'ultima smentirono la notizia. In seguito a questo contrastato annuncio, il gruppo - scelta come propria capitale la città siriana di Raqqa - ha cambiato nome in Stato Islamico dell'Iraq e della Siria (ISIS).
Nel 2014 l'ISIS ha ampliato il proprio controllo in territorio iracheno con la presa in giugno di Mawṣil), adottando il nome attuale e proclamando la nascita del "califfato" il 29 giugno 2014.
Le rapide conquiste territoriali del gruppo hanno spinto l'Iran e i suoi alleati regionali, che già combattevano lo Stato Islamico in Siria, a moltiplicare i loro sforzi in Iraq a partire da giugno 2014 attraverso l'invio di armi, consiglieri militari e truppe di terra. Anche gli Stati Uniti e altri Stati occidentali e arabi intervennero militarmente contro l'ISIS, con invii di truppe e bombardamenti aerei in Iraq da agosto 2014 e in Siria da settembre dello stesso anno. Dapprima alleato di al-Qā`ida, rappresentata in Siria dal Fronte al-Nusra, l'ISIS se n'è definitivamente distaccato nel febbraio 2014, diventandone il principale concorrente per il primato nel jihad globale. Così, a partire dall'ottobre 2014, altri gruppi jihadisti esterni all'Iraq e alla Siria hanno dichiarato la loro affiliazione all'ISIS, assumendo il nome di "province" (wilāyāt) dello Stato Islamico: tra queste, si sono particolarmente distinte per le loro attività la "provincia del Sinai", attiva nella regione egiziana del Sinai, e le province libiche di Barqa e di Tripoli, attive nel contesto della seconda guerra civile libica.
L'ONU e alcuni singoli Stati hanno esplicitamente fatto riferimento allo Stato Islamico come a un'organizzazione terroristica, così come i mezzi d'informazione in tutto il mondo. Numerosi media e personalità politiche hanno espresso dubbi sul modo più opportuno di fare riferimento all'organizzazione, temendo che utilizzare il nome "Stato Islamico" potesse in qualche modo contribuire alla sua legittimazione. Si sostiene inoltre che il nome "Stato Islamico" non sia adeguato perché il gruppo "non è né Islamico, né uno Stato". Per questa ragione si usa talora il nome Daesh (acronimo arabo equivalente a ISIS, ma percepito come dispregiativo) o l'espressione "l'autoproclamato Stato Islamico".
Essendoci differenti orientamenti di pensiero su quali siano le caratteristiche che definiscono uno Stato, la questione se lo Stato Islamico possa o meno essere considerato uno Stato non riceve una risposta unanime dagli studiosi della materia.

## Storia

### Jamāʿat al-Tawḥīd wa l-jihād,al-Qāʿida in IraqeMujāhidīn del Consiglio della Shura(1999-2006)
In seguito all'invasione statunitense dell'Iraq, il jihadista salafita giordano Abū Muṣ'ab al-Zarqāwī e il suo gruppo di militanti dell'Organizzazione del Tawḥīd e del Jihād (in arabo Jamāʿat al-Tawḥīd wa l-jihād), fondata nel 1999, raggiunsero la notorietà già nelle prime fasi della guerriglia irachena, non solo attaccando le forze della coalizione, ma anche con attacchi suicidi contro obiettivi civili e decapitazioni di ostaggi. Il gruppo di al-Zarqāwī, crescendo in forze, attrasse nuovi combattenti e nell'ottobre del 2004 si alleò ufficialmente con la rete di al-Qāʿida di Osama bin Laden, cambiando il proprio nome in Organizzazione della base del jihād in Mesopotamia (in arabo تنظيم قاعدة الجهاد في بلاد الرافدين‎?, Tanẓīm Qāʿidat al-Jihād fī Bilād al-Rāfidayn''), anche conosciuta come al-Qāʿida in Iraq (AQI).
Gli attacchi contro i civili, il governo iracheno e le sue forze di sicurezza aumentarono nei successivi due anni. In una lettera ad al-Zarqawi del luglio 2005 Ayman al-Zawāhirī delineò un piano in quattro fasi per espandere la guerra in Iraq: espellere le forze statunitensi dall'Iraq, stabilire un'autorità islamica (un emirato), espandere il conflitto ai vicini laici dell'Iraq (escludendo cioè l'Iran) e ingaggiare un conflitto arabo-israeliano. Nel gennaio del 2006 AQI unì vari gruppi ribelli iracheni più piccoli in un'organizzazione chiamata "Mujāhidīn del Consiglio della Shura".
Questo fu soprattutto un atto propagandistico e un tentativo di dare al gruppo un sapore maggiormente iracheno e forse di allontanare al-Qāʿida da al-Zarqāwī, colpevole di aver commesso alcuni errori tattici, come gli attentati terroristici di Amman nel 2005, nel quale vennero colpiti tre alberghi. La rottura definitiva fra i due gruppi avverrà però solo nel 2013. Il 7 giugno 2006 al-Zarqāwī fu ucciso in un bombardamento statunitense e gli succedette come capo dell'AQI l'egiziano Abū Ayyūb al-Maṣrī.

Il 12 ottobre 2006 il gruppo "Mujāhidīn del Consiglio della Shūra" si unì ad altre quattro fazioni ribelli, che rappresentavano varie tribù arabe irachene, stringendo la loro alleanza con un giuramento che richiamava simbolicamente lo Ḥilf al-mutayyabīn ("Patto dei profumati") voluto all'epoca di Maometto, stretto in Hijaz nel VII secolo. Durante la cerimonia, i partecipanti giurarono di liberare l'Iraq sunnita dalla Shīʿa e dall'oppressione straniera, di promuovere il nome di Allah e di riportare l'Islam alla sua gloria passata. In questa occasione i partecipanti dichiararono: 

### Stato Islamico dell'Iraq(ISI) (2006-2013)
Il 12 ottobre 2006 venne annunciata la fondazione dello Stato islamico dell'Iraq (Dawlat al-ʿIrāq al-Islāmiyya), o ISI comprendente i sei governatorati più sunniti dell'Iraq, e Abū ʿOmar al-Baghdādī si autoproclamò comandante, ma di fatto era solamente un prestanome, dato che il potere era detenuto dall'egiziano Abū Ayyūb al-Maṣrī, a cui venne dato il titolo di ministro della guerra all'interno del governo dell'ISI, che era composto da dieci elementi. La dichiarazione incontrò la critica ostile degli altri gruppi rivali dello Stato Islamico in Iraq e dei principali ideologi al di fuori dal Paese.
Secondo uno studio dei servizi segreti statunitensi all'inizio del 2007, lo Stato Islamico aveva pianificato di sottrarre potere nell'area centrale e occidentale del paese e trasformarle in un califfato. Negli ultimi mesi del 2007 gli attacchi violenti e indiscriminati dell'ISI contro civili iracheni avevano gravemente danneggiato l'immagine del gruppo e causato una perdita di sostegno da parte della popolazione, causandone un maggior isolamento. Molti ex guerriglieri sunniti, che precedentemente avevano lavorato con lo Stato Islamico, cominciarono a lavorare con le forze statunitensi.
Le truppe statunitensi fornirono nuovo personale per le operazioni contro lo Stato Islamico, e ciò permise di catturare o uccidere molti membri di alto livello del gruppo. al-Qāʿida sembrava aver perso il suo punto d'appoggio in Iraq e appariva seriamente menomata. Durante il 2008 una serie di offensive statunitensi e irachene riuscì a scacciare i ribelli filo-Stato Islamico dai loro rifugi sicuri (come i governatorati di Diyāla e al-Anbar e l'assediata capitale Baghdad) verso l'area della città di Mossul, nel nord del Paese, l'ultimo dei grossi campi di battaglia della guerra irachena. Nel 2008 l'ISI si descrive in stato di "straordinaria crisi", ascrivibile a vari fattori, in particolare ai Figli dell'Iraq, una coalizione tribale irachena inizialmente sostenuta dagli Stati Uniti.
Nel 2009 il futuro comandante dell'ISIS, Abu Bakr al-Baghdadi, fu rilasciato dal luogo di detenzione statunitense di Camp Bucca, in seguito al parere di una commissione che ne raccomandava il "rilascio incondizionato". Secondo la testimonianza di alcuni ex-internati, il campo era un vero e proprio centro di indottrinamento e addestramento per terroristi, con classi dedicate all'apprendimento delle tecniche per costruire autobombe o perpetrare attacchi suicidi. Sul finire dello stesso anno il comandante delle forze statunitensi in Iraq, il generale Ray Odierno, ha dichiarato che l'ISI “si è trasformato significativamente negli ultimi due anni. Quello che una volta era dominato da individui stranieri è ora diventato sempre più dominato da cittadini iracheni”. Il 18 aprile 2010 i due principali capi di ISI, Abū Ayyūb al-Maṣrī e Abū ʿOmar al-Baghdādī, vennero uccisi in un'incursione irachena e statunitense vicino a Tikrit. In una conferenza stampa del giugno del 2010 il generale Odierno ha riportato che l'80% dei 42 principali capi dell'ISI, inclusi reclutatori e finanziatori, sono stati uccisi o catturati, solo otto erano ancora a piede libero. Ha poi detto che erano stati tagliati fuori dal comando pachistano di al-Qāʿida, e che i servizi segreti hanno potuto portare a termine con successo la missione che ha portato all'uccisione di al-Maṣrī e al-Baghdādī in aprile; in più, il numero di vari attacchi e vittime nei primi cinque mesi di conflitti in Iraq, è stato il più basso dal 2003.
Il 16 maggio 2012 Abū Bakr al-Baghdādī fu nominato nuovo comandante dello Stato Islamico dell'Iraq. Al-Baghdadi ricostituì l'alto comando del gruppo, decimato dagli attacchi, affidando incarichi a ex militari e ufficiali dei servizi segreti del partito Ba'th che avevano servito sotto il regime di Saddam Hussein. Questi uomini, molti dei quali già prigionieri delle forze americane, arrivarono a costituire un terzo dei venticinque più alti gerarchi di al-Baghdādī. Uno di loro era l'ex colonnello Samīr al-Khalifāwī, anche conosciuto come Ḥajji Bakr, che ebbe l'incarico di supervisionare le operazioni del gruppo.
Nel luglio del 2012 Abū Bakr al-Baghdādī pubblicò online una dichiarazione audio nella quale annunciava che il gruppo stava tornando verso le roccaforti dalle quali gli statunitensi e i Figli dell'Iraq lo avevano cacciato prima del ritiro delle truppe statunitensi. Ha dichiarato inoltre l'inizio di una nuova offensiva in Iraq chiamata "Abbattere i muri" con l'obiettivo di liberare i membri del gruppo rinchiusi nelle prigioni irachene. La violenza in Iraq cominciò a crescere quello stesso mese e nel luglio 2013 i decessi mensili avevano superato i 1 000 per la prima volta dall'aprile 2008. La campagna "Abbattere i muri" culminò nel luglio del 2013 con incursioni simultanee dello Stato Islamico a Taji e nella prigione di Abū Ghurayb, che portò alla liberazione di più di 500 prigionieri, molti dei quali veterani della guerriglia irachena.

### Stato Islamico dell'Iraq e del Levante(ISIL/ISIS) (2013-2014)
Nel marzo del 2011 cominciarono delle proteste contro il governo siriano di Baššār al-Asad. Nei mesi seguenti la violenza tra i dimostranti e le forze di sicurezza portò alla graduale militarizzazione del conflitto. Nell'agosto del 2011 Abu Bakr al-Baghdadi cominciò a inviare in Siria membri iracheni e siriani dell'ISI con esperienza nella guerriglia per formare un'organizzazione all'interno del Paese. Guidato da un siriano chiamato Abū Muḥammad al-Jawlānī, il gruppo cominciò a reclutare combattenti e a costituire celle terroristiche in tutto il Paese, scontrandosi con le truppe regolari siriane e i loro alleati iraniani e Hezbollah Il 23 gennaio 2012 il gruppo annunciò la sua formazione come Jabhat al-Nuṣra li-Ahl al-Shām, più conosciuto come Fronte al-Nusra. Al-Nuṣra crebbe rapidamente diventando una forza combattente sostenuta dall'opposizione siriana.
Nell'aprile del 2013 al-Baghdādī rilasciò una dichiarazione audio nella quale annunciò che il Fronte al-Nuṣra, finanziato e sostenuto dallo Stato Islamico dell'Iraq, non era che un'estensione in Siria dell'ISI, e che i due gruppi si stavano fondendo insieme col nome "Stato Islamico dell'Iraq e al-Shām". Al-Jawlānī pubblicò una dichiarazione in cui negò la fusione dei due gruppi lamentandosi che né lui né nessun altro all'interno del comando di al-Nuṣra era stato consultato in proposito.
Nel giugno del 2013 Al Jazeera disse di aver ottenuto una lettera del capo di al-Qāʿida Ayman al-Zawāhirī, indirizzata a entrambi i comandanti, nella quale questi si espresse contro la fusione e incaricò un emissario di supervisionare le relazioni tra i due gruppi per porre fine alle tensioni.
Lo stesso mese al-Baghdadi emanò un altro messaggio audio in cui rifiutava la decisione di al-Zawāhirī e dichiarava che la fusione stava proseguendo. Nel mese di ottobre al-Zawāhirī ordinò lo scioglimento di ISIS, dando al Fronte al-Nuṣra il compito di portare avanti il jihād in Siria, ma al-Baghdādī contestò la decisione sulla base della giurisprudenza islamica e il gruppo continuò a operare in Siria. Nel febbraio del 2014, dopo otto mesi di lotta per il potere, al-Qāʿida rinnegò qualsiasi relazione con ISIS. L'azione di disconoscimento viene ribadita nuovamente a febbraio 2014 con un comunicato di al-Qāʿida diffuso via web. Al-Qāʿida ha giudicato troppo estremistici i propositi del movimento.
Secondo la giornalista Sarah Birke ci sono "significative differenze" tra il fronte al-Nuṣra e l'ISIS. Mentre al-Nuṣra agisce attivamente per rovesciare il governo di Asad, l'ISIS "tende a essere più focalizzata a istituire un proprio governo nei territori conquistati". L'ISIS è "molto più spietata" nel creare uno Stato islamico "portando avanti attacchi settari e imponendo immediatamente la shari'a". Al-Nuṣra ha "un numeroso contingente di combattenti stranieri" ed è visto da molti siriani come gruppo sviluppatosi localmente; di contro i combattenti dell'ISIS sono stati descritti come "invasori stranieri" da molti rifugiati siriani.
L'ISIS conta una grossa presenza nella Siria centrale e settentrionale, dove ha imposto la sharīʿa in alcune città. Il gruppo probabilmente controlla le città di confine di Atmeh, al-Bab, Azaz e Jarablus, e di conseguenza ciò che entra ed esce tra Siria e Turchia. I combattenti stranieri in Siria comprendono alcuni terroristi russofoni che erano parte del Jaysh al-Muhājirīn wa l-Anṣār (JMA). Nel novembre del 2013 Abū ʿOmar al-Shīshānī, il leader ceceno del JMA, giurò fedeltà ad al-Baghdādī e il gruppo si divise poi tra chi seguì al-Shishani unendosi all'ISIS e quelli che continuarono a operare indipendentemente nella JMA guidati da un nuovo comandante.
Nel maggio del 2014 Ayman al-Zawāhirī ordinò al Fronte al-Nuṣra di sospendere gli attacchi all'ISIS. Nel giugno del 2014, dopo continui combattimenti tra i due gruppi, il distaccamento di al-Nuṣra nella città siriana di al–Bukamal, lungo l'Eufrate al confine con l'Iraq, promise alleanza con l'ISIS.

### L'espansione in Iraq e Siria e la proclamazione delloStato Islamiconel 2014
La sera del 29 giugno 2014 l'ISIS ha proclamato la restaurazione del califfato islamico, con Abū Bakr al-Baghdādī come califfo. Nella prima notte di ramadan, lo sceicco Abu Muhammad al-Adnani al-Shami, portavoce del neonato Stato Islamico, ha dichiarato che il Consiglio della Shūra del gruppo ha deciso di fondare formalmente il califfato, descrivendolo come "un sogno che vive nelle profondità di ogni credente musulmano" e che i musulmani di tutto il mondo dovrebbero giurare la loro fedeltà al nuovo califfo. La fondazione del califfato è stata criticata e ridicolizzata da studiosi musulmani e altri islamisti dentro e fuori dai territori occupati, ma molti ribelli erano già stati assimilati dal gruppo. Nell'agosto del 2014 un alto comandante dello Stato Islamico ha dichiarato che “nella Siria orientale non c'è più nessun Esercito siriano libero. Tutti i membri dell'Esercito siriano libero si sono uniti allo Stato Islamico. Secondo l'Osservatorio siriano per i diritti umani lo Stato islamico ha reclutato più di 6.300 combattenti solo nel mese di luglio 2014, molti di loro provenienti dall'Esercito siriano libero.
Una settimana prima di cambiare il suo nome in "Stato Islamico", l'ISIS ha preso Trabil, attraversando così per la prima volta il confine giordano-iracheno. L'ISIS ha ricevuto un certo sostegno in Giordania, parzialmente dovuto alla repressione attuata dallo Stato, ma ha intrapreso una campagna di reclutamento in Arabia Saudita, dove le tribù nel nord hanno rapporti con quelle dell'Iraq occidentale e della Siria orientale. Raghad Hussein, la figlia del dittatore Saddam, che è andata a vivere in Giordania, ha pubblicamente espresso il suo sostegno all'avanzata dell'ISIS in Iraq, riflettendo l'alleanza di convenienza dei ba'thisti con ISIS e il suo obiettivo di riconquistare il potere a Baghdad.
Nel giugno del 2014 la Giordania e l'Arabia Saudita hanno dislocato le loro truppe ai confini con l'Iraq dopo che l'Iraq stesso ne ha perso, o abbandonato, il controllo dei punti di attraversamento strategici che erano caduti in mano all'ISIS, compiendo alcuni eccidi come il massacro di Camp Speicher dove trovarono la morte circa 160 reclute dell'aeronautica militare irachena. Alcune speculazioni dicono che al-Maliki ha ordinato un ritiro delle truppe dal confine con l'Arabia Saudita in modo da "aumentare la pressione sull'Arabia Saudita e portare la minaccia dell'ISIS a sfondare anche quel confine".
Nel luglio del 2014 Abubakar Shekau, leader di Boko Haram, ha dichiarato il suo sostegno al nuovo califfato e al califfo Ibrahim; nel settembre 2014 ha lanciato un'offensiva nell'Adamawa e nel Borno, due stati della Nigeria nord–orientale, seguendo l'esempio dello Stato Islamico. Il 25 dello stesso mese viene distrutta a Mosul la moschea di Giona che, poiché frequentata anche dai cristiani, viene considerata dallo Stato Islamico "meta di apostasia". Lo Stato Islamico ha inoltre imposto ai cristiani di Mosul di abbandonare la città e di lasciare i propri beni o, in alternativa, di pagare la tassa di protezione, altrimenti sarebbero stati uccisi.
L'8 agosto 2014 il presidente degli Stati Uniti Barack Obama ha autorizzato i primi bombardamenti mirati contro lo Stato Islamico nel nord dell'Iraq e il lancio di aiuti umanitari alle popolazioni in fuga dalle zone da esso occupate.
I primi attacchi sono stati effettuati con dei caccia F-18 e dei droni Predator. Le incursioni americane e l'apertura di un corridoio umanitario da parte delle YPJ hanno permesso a ventimila dei quarantamila Yazidi (una minoranza finita nel mirino dello Stato Islamico, che nei giorni precedenti ne aveva uccisi almeno 500 durante l'avanzata nel nord dell'Iraq, seppellendo vive parte delle vittime, inclusi donne e bambini, e rapendo quasi trecento donne per trasformarle in schiave), di fuggire dai Monti del Sinjar, dove erano intrappolati sotto la minaccia dei jihadisti. Inoltre grazie all'intervento aereo i Curdi del PKK hanno riconquistato Guwair e Makhmur, due cittadine in posizione strategica, e l'esercito iracheno ha lanciato due controffensive una nel distretto di al-Bakri e una nel distretto di Muqdadiyya. Il 10 agosto i terroristi hanno assediato 50.000 yazidi rifugiatisi sul monte Sinjar, uccidendone almeno 500 e seppellendoli in fosse comuni. Per aiutare gli yazidi in trappola, gli Stati Uniti hanno inviato una missione militare composta da 100 uomini tra Corpo dei marines e forze speciali con il compito di organizzare una via di fuga per i civili minacciati. Il 15 agosto 2014 il consiglio europeo ha approvato la fornitura di armi ai Curdi per aiutarli a contenere l'avanzata dello Stato Islamico.
Nei giorni successivi le truppe dell'ISIS si sono rese responsabili di un nuovo massacro nel villaggio yazidi di Kocho, in cui hanno ucciso oltre 80 uomini e hanno rapito più di 100 donne, dopo che gli abitanti si erano rifiutati di convertirsi all'Islam. Altri eccidi commessi dallo Stato Islamico nei confronti degli yazidi nella prima metà di agosto si sono svolti nei villaggi di Quiniyyeh (70-90 morti), Hardan (60 morti), Ramadi Jabal (60-70 morti), Dhola (50 morti), Khana Sor (100 morti), Hardan (250-300 morti), al-Shimal (decine di vittime), Khocho (400 morti e 1.000 donne rapite) e Jadala (14 morti); altri 200 yazidi sono stati uccisi per aver rifiutato la conversione nella prigione di Tal Afar, mentre centinaia (tra cui almeno 200 bambini) sono deceduti di stenti durante la fuga o sono stati uccisi da bombardamenti di mortaio lungo le strade. Stime dell'ONU parlano di circa 5.000 yazidi (soprattutto uomini) uccisi e altri 5.000-7.000 (soprattutto donne e bambini) catturati e sovente venduti come schiavi.
Oltre agli yazidi e ai cristiani assiri, lo Stato Islamico ha perseguitato anche la minoranza sciita dei turcomanni, 700 dei quali sono stati massacrati tra l'11 e il 12 luglio nel villaggio di Beshir. Altri dei più sanguinosi eccidi perpetrati dallo Stato Islamico hanno avuto luogo il 10 giugno a Mosul (dove 670 detenuti sciiti del carcere di Badush sono stati fucilati), tra il 12 e il 15 giugno a Camp Speicher (tra i 1.095 e i 1.700 soldati iracheni sono stati fucilati dopo avere abbandonato la base e migliaia di altri sono scomparsi), il 16 luglio a Shaer (200 soldati siriani fucilati dopo la presa di un giacimento di gas) e il 24 agosto a Tabqa (250 soldati siriani sono stati fucilati dopo la presa della base aerea di Tabqa).
Lo Stato islamico ha operato massacri anche in Siria, dove nelle prime due settimane di agosto ha ucciso oltre 700 membri della tribù sunnita degli Chaitat, che si era ribellata alla sua autorità nell'est del Paese. Il 17 agosto 2014 le forze peshmerga curde annunciano di aver ripreso il controllo della diga di Mosul, un importante sito strategico, con l'aiuto dei bombardamenti aerei americani, e di aver riconquistato le cittadine di Tel Skuf, Ashrafiyya e Batnaya. La notizia viene smentita dallo Stato Islamico che la rigetta come "mera propaganda di guerra". Anche secondo altre fonti la diga di Mosul sarebbe rimasta nelle mani dello Stato Islamico. Il 19 agosto 2014 l'esercito iracheno lancia un'offensiva per riconquistare la città di Tikrit.
Il 16 settembre l'ISIS tenta l'offensiva verso la città curda di Kobanê, sul confine turco. Ne comincerà un assedio di mesi, tra avanzate del "Califfato" e riconquiste da parte delle milizie curde, che provoca migliaia di vittime. Il 26 gennaio 2015 prevale la resistenza dei Curdi, che allontanano dalla città i combattenti dello Stato Islamico, il quale riesce comunque a prendere il controllo di altri centri curdi limitrofi sul confine siriano-turco.

### 2015: L'avanzata in Libia
Tra gennaio e febbraio del 2015 l'avanzata del "Califfato" arriva fino in Libia, Stato ancora instabile dalla caduta di Muʿammar Gheddafi, conquistando territorio (infiltrandosi anche nella capitale Tripoli e riuscendo a conquistare parzialmente Sirte e Derna), compiendo attentati e fronteggiando altri gruppi armati già presenti nel paese. Inoltre prende in parte il controllo del traffico dell'immigrazione sul Mediterraneo verso le coste europee, fenomeno che viene ulteriormente alimentato dalla situazione in Siria che porterà centinaia di migliaia di persone a emigrare in Europa attraverso i Balcani o proprio tramite la Libia, assumendo proporzioni senza precedenti.

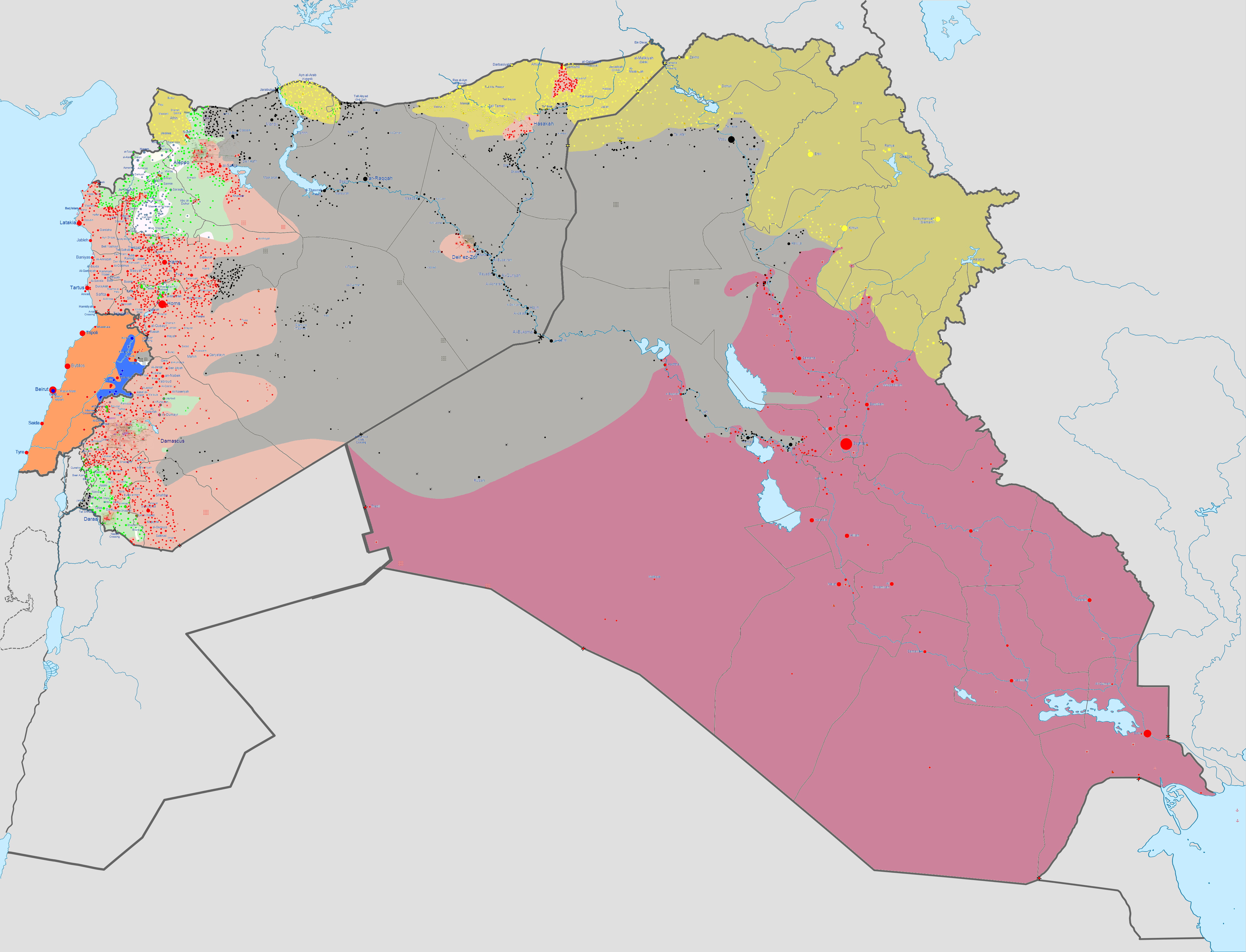
Territori dello Stato Islamico nel giugno 2015

Contemporaneamente l'ISIS continua ad avanzare e a conquistare terreno in Iraq e Siria, distruggendo edifici storici e religiosi, innalzando la sua caratteristica bandiera nera sopra alcune Chiese cristiane al posto delle croci e facendo video di propaganda in cui i suoi affiliati mostrano tutta la loro furia distruttrice accanendosi su beni culturali dall'immenso valore storico considerati dal "Califfato" un segno di idolatria. Nella primavera 2015 il califfato arriva nell'antica città siriana di Palmira, dove distrugge diversi antichissimi monumenti, templi e beni storici patrimonio dell'umanità. Nel mese di agosto viene giustiziato l'archeologo siriano Khaled al-Asaad, "colpevole" di aver collaborato alla messa in sicurezza di preziosi reperti archeologici di Palmira.
Nel marzo 2015 lo Stato Islamico si allea con Boko Haram, movimento integralista jihadista dalle caratteristiche molto simili a quelle dell'Isis che opera in Nigeria e che è motivatamente accusato di numerose stragi.
La comunità internazionale intanto ha formato una coalizione a guida americana contro l'avanzata dello Stato Islamico, atta a bombardamenti mirati contro le postazioni jihādiste in Siria e Iraq. Nel novembre 2015 assumono un ruolo da protagonista in Siria la Francia e la Russia, seppur con attriti tra i russi e gli Stati occidentali, soprattutto sulla delicata situazione siriana e sul ruolo del regime di Damasco.
A seguito degli sforzi congiunti della coalizione e degli eserciti regolari di Iraq e Siria, negli anni a seguire lo Stato Islamico è stato gradualmente respinto dalle zone sotto sua occupazione, avendo già nel 2019 perso la quasi totalità dei territori controllati. Nonostante ciò l'ISIS rimane ancora attivo nel terrorismo internazionale, seppur abbia perso gran parte del potere militare e tutti i possedimenti territoriali che deteneva ai tempi della sua massima espansione.
Nello Stato Islamico vi sono decine di migliaia di combattenti, parte di questi arrivati da numerosi Paesi esteri, reclutati dalla propaganda del califfato che fa soprattutto della rete il suo punto forte, facendo sposare le ideologie del "Jihād offensivo" a persone che partono per le zone controllate dall'ISIS per addestrarsi e unirsi alla "guerra santa contro gli infedeli" e per compiere poi attentati nei loro Paesi d'origine. Questi combattenti sono detti foreign fighters e il fenomeno è in continua espansione anche nei Paesi europei e negli Stati Uniti, da cui partono numerosi.

## Esecuzioni e attentati
Dalla proclamazione del Califfato, l'ISIS si è reso protagonista di numerose esecuzioni anche di massa, con tanto di seppellimenti in fosse comuni nei suoi territori controllati, rapimenti, attentati, crimini e barbarie di vario genere, il tutto accompagnato da un'accurata propaganda mediatica attraverso filmati pubblicati sul web di esecuzioni o minacce verso i paesi occidentali, ma anche di hackeraggio informatico, divenendo considerata a livello mondiale una delle peggiori organizzazioni terroristiche mai esistite. Il 19 agosto 2014 viene pubblicato un video su YouTube ripreso immediatamente dai principali media mondiali in cui un uomo mascherato di nero con un coltello (che poi verrà comunemente conosciuto come Jihadi John, un britannico nato in Kuwait affiliato allo Stato Islamico) critica gli Stati Uniti per i bombardamenti sulle postazioni dell'ISIS e uccide un ostaggio (vestito in tenuta arancione simile a quella usata dai detenuti di Guantánamo) decapitandolo: si tratta di James Foley, un fotoreporter e corrispondente di guerra americano rapito due anni prima in Siria. Infine annuncia l'uccisione di un altro ostaggio americano, il giornalista statunitense di origini ebraiche Steven Sotloff. Il video sconvolge l'opinione pubblica e le cancellerie di tutto il globo, ma non è che l'inizio di una serie di filmati altrettanto cruenti.
Solo alcuni giorni dopo, il 2 settembre, un nuovo video mostra la decapitazione di Sotloff, con le stesse modalità e lo stesso esecutore. Undici giorni dopo, il 13 settembre, la stessa sorte è toccata al britannico David Cawthorne Haines, ex-ingegnere aeronautico della Royal Air Force e cooperante umanitario in Siria. Un mese dopo, il 3 ottobre, è la volta di Alan Henning, un tassista e cooperante umanitario britannico, e il 16 novembre dell'ex-soldato americano Peter Kassig, nel quale video a differenza dei precedenti viene mostrata solamente la testa decapitata, provocando dubbi sull'autenticità dello stesso. Nel mese di gennaio 2015 è la volta di due ostaggi giapponesi. In concomitanza con queste vere e proprie esecuzioni filmate, vengono pubblicati periodicamente altri numerosi video di propaganda in cui si minaccia l'occidente e in particolare Roma e il Vaticano. Il 3 gennaio 2015 viene mostrato un video in cui il pilota giordano Mu'adh al-Kasasbeh, sempre con la tenuta arancione, viene arso vivo in una gabbia, provocando nuovamente grandissimo sdegno.
Tra il 7 gennaio e il 9 gennaio, a Parigi, un cittadino francese di origini maliane, Amedy Coulibaly, uccide una poliziotta a Montrouge e quattro persone nel supermercato ebraico Hypercacher di Porte de Vincennes, sincronizzando i suoi attacchi con l'attentato alla sede di Charlie Hebdo. Quest'ultimo viene rivendicato da Al-Qāʿida nella Penisola Arabica, mentre Coulibaly aveva giurato fedeltà allo Stato Islamico. Nel mese di febbraio l'ISIS pubblica un video nella quale viene mostrata l'esecuzione di 21 cristiani copti su una spiaggia probabilmente delle coste libiche, minacciando direttamente l'Italia e i paesi "crociati".
Seguiranno nei mesi successivi attentati in varie parti del mondo, atti soprattutto a colpire le democrazie, come gli attacchi al museo nazionale del Bardo di Tunisi il 18 marzo 2015 e quelli contro i turisti in una spiaggia di Sousse del 26 giugno sempre in Tunisia, in una moschea in Kuwait, a una marcia della pace dei Curdi in Turchia, contro un aereo russo abbattuto da un ordigno in volo il 31 ottobre con 224 persone a bordo e gli attentati del 13 novembre 2015 a Parigi che provocano 130 morti, i peggiori della storia di Francia e i secondi più gravi mai avvenuti in Europa dopo la seconda guerra mondiale. A seguito di questi ultimi due gravissimi attacchi, Francia e Russia, considerandola come una vera e propria dichiarazione di guerra, intensificano i raid aerei contro lo Stato Islamico soprattutto nella capitale Raqqa, roccaforte dell'ISIS. Si mobilita la comunità internazionale a fianco ai russi e ai francesi mentre l'Europa viene invasa da continui allarmi attentati. Nel video di rivendicazione di queste due ultime stragi e a seguito dell'intensificazione dei bombardamenti a suo danno, il Califfato minaccia nuovi attacchi, in particolare a Roma, Londra e Washington e contro i cristiani. Il 2 dicembre 2015 a San Bernardino in California due coniugi di origine araba ispirati dall'ISIS compiono una strage in un centro disabili, uccidendo 14 persone di origini ebraiche.
Il 3 gennaio 2016 un nuovo boia dell'ISIS con le stesse modalità dei filmati del suo predecessore (Jihādi John) appare in un video nel quale vengono giustiziate cinque "spie" britanniche. Nel corso dello stesso mese di gennaio il "Califfato" si rende protagonista di diversi attentati terroristici nel giro di pochi giorni, dapprima in Libia, poi a Baghdad, a Istanbul e a Giacarta, provocando oltre un centinaio di vittime totali. A seguito di questi eventi entra in scena la Turchia, colpita dall'attacco in suo territorio, che inizia bombardamenti aerei contro postazioni del "Califfato" in Siria e Iraq. Fino a quel momento il suo ruolo era stato ambiguo venendo più volte accusata da alcuni Paesi (soprattutto la Russia) di finanziare sottobanco Daesh tramite contrabbando di petrolio. Nel frattempo la Francia compie raid nella città irachena di Mosul. Il 17 gennaio lo Stato Islamico penetra in un quartiere della città siriana di Deir el-Zor, assediata da oltre un anno e contesa con le forze governative; secondo ricostruzioni contrastanti, l'ISIS uccide fino a 300 civili e ne rapisce fino a 400. Il 22 marzo l'Europa viene nuovamente colpita da un sanguinoso attentato ad opera dello Stato Islamico, nel centro di Bruxelles, nel quale perdono la vita 34 persone (oltre 200 feriti) in due diversi attacchi, in aeroporto e alla metropolitana.

Territori controllati dallo Stato Islamico al 29 settembre 2017

Il 22 maggio 2017, a Manchester, un kamikaze si fa esplodere alla fine del concerto di Ariana Grande al Manchester Evening News Arena, il bilancio è di 23 morti (compreso l'attentatore) e 250 feriti. Il 3 giugno 2017, a Londra, un furgone con a bordo tre uomini investe i pedoni sul marciapiede del London Bridge, poi continua il suo percorso verso il Borough Market. I tre uomini, armati di coltelli, scendono e cominciano ad accoltellare i passanti e i clienti dei locali del Borough Market prima di essere uccisi dalla polizia. In totale si contano 11 morti (compresi i 3 terroristi) mentre i feriti sono 48. Il 17 agosto 2017, a Barcellona un furgone preso a nolo investe la folla lungo la Rambla uccidendo 16 persone, mentre si contano 124 feriti di cui 14 gravi. Il 25 agosto 2017, a Bruxelles, un uomo attacca due militari a colpi di coltello ferendoli prima di essere a sua volta ucciso dai soldati.
Il 31 ottobre 2017, a New York, nella giornata di Halloween, un furgone noleggiato imbocca una pista ciclabile investendo ciclisti e passanti per quasi un chilometro prima di schiantarsi contro uno scuolabus; l'uomo alla guida riesce a fuggire venendo però catturato poco dopo dagli agenti di polizia. Si contano 8 morti e 15 feriti; nel furgone l'uomo aveva lasciato un foglietto dove diceva che aveva agito in nome dell'ISIS che rivendica l'attentato due giorni dopo.
Il 23 agosto 2024, a Solingen, in Germania, durante un festival in onore dei 650 anni dalla fondazione della cittadina, un siriano di 26 anni, armato di un coltello, ha ucciso 3 persone e ne ha ferite 9. L'attentatore,  Issa Al H., si è consegnato alla polizia tedesca circa 24 ore dopo l'attacco, confessando il gesto. Lo stato islamico ha rivendicato l'attacco.

## La denominazione
La questione della corretta sigla da adottare per riferirsi al gruppo è stata discussa da molti commentatori. Ishaan Taroor del Washington Post ha concluso: 
Il 29 giugno 2014 venne annunciata la fondazione di un califfato, guidato dal califfo Abū Bakr al-Baghdādī, chiamato Stato Islamico.
Alcuni analisti hanno osservato che eliminare il riferimento geografico dal nome ha ampliato il raggio d'azione del gruppo e Laith Alkauori, un analista del terrorismo, pensa che dopo aver conquistato molte aree della Siria e dell'Iraq, l'ISIS abbia visto la concreta opportunità di prendere il controllo di un movimento jihadista globale.
Alla fine dell'agosto del 2014 una delle principali autorità islamiche egiziane, la Dār al-Iftāʾ al-Miṣriyya, ha consigliato ai musulmani di smettere di chiamare il gruppo Stato Islamico ma di riferirsi a esso come Separatisti di al-Qāʿida in Iraq e Siria o QSIS, dato il carattere non-islamico dell'organizzazione.
Il gruppo ha avuto molti nomi dalla sua fondazione, alcuni scelti dal gruppo stesso, altri gli sono stati attribuiti:
- al-Dawla – Lo Stato
- al-Dawla al-Islāmiyya – Lo Stato Islamico
- AQI – al-Qāʿida in Iraq o Tanẓīm Qāʿidat al-jihād fī Bilād al-rāfidayn
- Dāʿish – viene traslitterato in varie forme: DAISH/Daish, DAASH/Daash, DAESH/Daesh, DA'ASH/Da'ash, DAAS/Daas, DA'ISH/Da'ish, DĀ'ASH/Dā'ash, DAIISH/Daiish, basato sull'acronimo: داعش
- ISI – Islamic State of Iraq o Dawlat al-ʿIrāq al-Islāmiyya (Stato Islamico dell'Iraq)
- ISIL – Islamic State of Iraq and the Levant (Stato Islamico dell'Iraq e del Levante)
- ISIS – Islamic State of Iraq and al-Sham (Stato Islamico dell'Iraq e del al-Shām)
- IS – Islamic State (Stato Islamico, dal giugno del 2014)
- JTJ – Jamāʿat al-Tawḥīd wa l-jihād – Organization of Monotheism and jihad (Organizzazione del tawḥīd e del jihad)
- Mujahideen Shura Council – Consiglio della Shūra dei Mujāhidīn

I detrattori dell'ISIS, particolarmente in Siria, si riferiscono al gruppo usando l'acronimo arabo Dāʿish – più volgarmente Daesh – (in arabo داعش‎?), che può significare al-Dawla al-Islāmiyya fī ʿIrāq wa l-Shām ("Stato Islamico dell'Iraq e del Levante", o "della Grande Siria"), ma che può essere anche letto con significati spregiativi, motivo per cui il gruppo considera il termine denigratorio e punisce con la fustigazione coloro che lo usano. Il termine viene utilizzato anche a livello internazionale; in occasione dell'attentato al consolato italiano al Cairo dell'11 luglio 2015, il ministro italiano Paolo Gentiloni ha dichiarato "Risponderemo con rinnovata determinazione nel contrasto al Daesh e al fanatismo terrorista".

## Ideologia politica
Lo Stato Islamico è un'organizzazione estremista islamica, d'ispirazione salafita, che considera il jihād globale un dovere di ogni musulmano. Come al-Qāʿida e molti altri gruppi jihadisti odierni, lo Stato Islamico è un prodotto dell'ideologia dei Fratelli Musulmani, la prima organizzazione islamista al mondo, che tuttavia non afferma la cogenza del jihād avendo da tempo optato per una strategia legale per salire al potere. Segue un'interpretazione radicale e anti-occidentale dell'Islam, promuove la violenza religiosa e considera coloro che non concordano con la sua interpretazione del Corano infedeli e apostati; sostiene di rifarsi all'Islam delle origini e rifiuta le "innovazioni" più recenti considerandole responsabili della corruzione del suo spirito originario. Condanna i califfati più recenti e l'Impero ottomano per aver deviato da quello che chiama "Islam puro", per restaurare il quale ha stabilito un suo califfato. Allo stesso tempo lo Stato Islamico mira a fondare uno Stato fondamentalista salafita, e quindi sunnita, in Iraq, Siria e altre parti del Levante.

## Amministrazione e membri

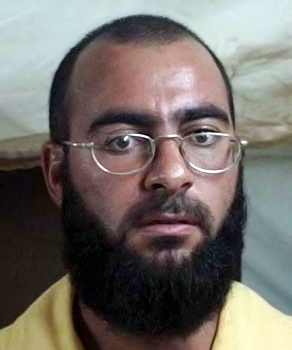
Foto segnaletica di Abu Bakr al-Baghdadi mentre si trovava nel centro di detenzione di Camp Bucca

Il gruppo è stato guidato, fino al 26 ottobre 2019 (data della sua morte) da Abu Bakr al-Baghdadi, autoproclamatosi califfo, con un gruppo ristretto di consiglieri. Ci sono due vice, Abu Muslim al-Turkmani (morto nel 2015) per l'Iraq e Abu Ali al-Anbari (morto nel 2016) per la Siria, e dodici governatori locali in entrambi i Paesi. Sotto il comando dei governatori ci sono dei consigli locali su finanza, leadership, questioni militari, questioni legali (che includono le decisioni sulle esecuzioni), assistenza ai combattenti stranieri, sicurezza, informazione militare e media. In più un consiglio della shura ha il compito di assicurarsi che tutte le decisioni dei governatori e dei consigli corrispondano all'interpretazione della shari'a accettata dallo Stato Islamico.
La capitale siriana dello Stato Islamico è de facto al-Raqqa e si dice che essa sia un mezzo per testare o provare l'autorità di ISIS, che infatti nel settembre 2014 aveva già ricomposto una moderna struttura di governo.
Le istituzioni, restaurate e ricostruite, stanno fornendo servizi. La diga di al-Raqqa continua a fornire acqua ed energia elettrica, esperti stranieri aiutano gli ufficiali siriani a far funzionare le istituzioni civili. Solo la polizia e i soldati sono combattenti dello Stato Islamico che ricevono alloggi confiscati ai musulmani non sunniti, oppure abbandonati. Vengono forniti i servizi sociali e viene praticato il controllo dei prezzi; le tasse vengono imposte ai benestanti. Esportando petrolio dai campi petroliferi conquistati, lo Stato Islamico intasca decine di milioni di dollari. L'Isis ha attuato un programma di potere morbido nelle aree irachene e siriane sotto il suo controllo, che include servizi sociali, prediche religiose e proselitismo. Si occupa anche della manutenzione delle strade e della rete elettrica.
Frank Gardner, un giornalista britannico esperto di sicurezza, ha concluso che le prospettive dello Stato Islamico di mantenere il controllo e di governare sono più solide nel 2014 di quanto non lo fossero nel 2006. A dispetto della sua brutalità, lo Stato Islamico si è radicato tra la popolazione e difficilmente verrà rimosso dalle forze di sicurezza siriane e irachene. Ha rimpiazzato un governo corrotto con efficienti autorità controllate localmente, ha ripristinato servizi e acqua e petrolio sono forniti in maniera adeguata.
A Mosul, lo Stato Islamico ha introdotto la shari'a nei programmi scolastici, bandendo l'insegnamento della storia nazionale, della letteratura, della storia dell'arte, della musica e della teoria dell'evoluzione di Darwin, avversata decisamente dal Wahhabismo saudita, dal fondamentalismo islamico e dal jihādismo. Molti genitori iracheni hanno quindi boicottato le scuole in cui sono stati introdotti i nuovi programmi.

### Linee guida per i civili
Dopo aver conquistato le città irachene, ISIS ha pubblicato alcune linee guida su come indossare veli e vestiti. L'ISIS avverte le donne di Mosul di indossare veli che coprano tutto, pena una severa punizione.
Un religioso ha dichiarato alla Reuters di Mosul che uomini armati dell'ISIS gli hanno ordinato di leggere gli avvertimenti ai fedeli nella sua moschea. L'ISIS ha anche messo al bando i manichini nudi e ordinato che le facce dei manichini sia maschili sia femminili venissero coperte. L'ISIS ha pubblicato 16 note chiamate "Contratto con la città", una serie di regole rivolte ai civili di Nineveh. Una regola stabilisce che le donne devono stare in casa e non uscire a meno che non sia necessario. Un'altra regola dice che rubare sarà punito con l'amputazione della mano. Oltre a bandire la vendita e il consumo di alcolici, che è normale nella cultura musulmana, ISIS ha vietato la vendita e l'uso di sigarette e narghilè. Hanno anche messo al bando “musica e canzoni in macchina, alle feste, in negozi e in pubblico, così come fotografie di persone nelle vetrine dei negozi”.
I cristiani che vivono in aree sotto il controllo dell'ISIS che vogliono rimanere nel califfato hanno tre opzioni: convertirsi all'islam, restare cristiani e pagare l'imposta religiosa o essere giustiziati. "Offriamo tre scelte: l'islam, la dhimma, che include il pagamento della jizya, se rifiutano ciò non avranno nient'altro che la spada", ha dichiarato l'ISIS. L'ISIS ha già imposto simili regole per i cristiani di al-Raqqa, in Siria, una delle città più liberali della nazione.

### Lista dei membri più importanti

#### Membri attuali
- Abū Waḥib (guerrigliero nel governatorato di al-Anbar, Iraq)
- Abū Yūsuf[182][183] (comandante superiore per la sicurezza)

#### Ex comandanti
- Abū Muṣʿab al-Zarqāwī (ucciso nel 2006)
- Abū Ayyūb al-Maṣrī (ucciso nel 2010)
- Abū ʿOmar al-Baghdādī, anche noto come Abū ʿAbd Allāh al-Rāshid al-Baghdādī (ucciso nel 2010)
- Abu al Hasan al Hashimi al Qurashi: 3º califfo dello Stato Islamico in carica dal 16 febbraio, morto il 30 novembre 2022
- Abū Muslim al-Turkmanī (vice comandante in Iraq, ucciso nel 2015)
- Jihadi John (boia dello Stato Islamico britannico presente in alcuni video di decapitazioni, ucciso in un raid aereo americano il 12 novembre del 2015 con notizia confermata dallo stesso Stato Islamico il 19 gennaio 2016)
- Abū ʿOmar al-Shishānī (comandante ceceno in Siria, ucciso in seguito ad un raid aereo americano il 14 luglio 2016)
- Abu Ala al-Afri (considerato il numero 2 dell'ISIS, ucciso da un attacco aereo americano il 25 marzo 2016)
- Abu Duaa al Ansari, capo di Wilayat Al-Sinai, importante gruppo jihadista affiliato allo Stato Islamico, ucciso nel 2016 durante un raid dalle forze egiziane[186][187]
- Abu Muhammad al-'Adnani portavoce ufficiale dello Stato Islamico, ucciso nell'agosto del 2016 in un raid aereo americano.
- Abu Bakr al-Baghdadi, "Emiro" autoproclamato dello Stato Islamico dell'Iraq nel 2010[188] e poi califfo dello Stato Islamico dal 29 giugno 2014, ucciso nel corso di un raid delle forze speciali americane il 26 ottobre 2019.
- Abu Ibrahim al-Hashimi al-Qurayshi - 2º califfo del proclamato Stato Islamico (ucciso il 3 febbraio 2022)[189]
- Abu al-Hussein al-Husseini al-Qurashi - 4º califfo del proclamato Stato Islamico (ucciso il 29 aprile 2023)[190]

#### Ex membri
- Abū Anas al-Shāmī (ucciso nel 2004)
- Abū ʿAzzām (ucciso nel 2005)
- Abū ʿOmar al-Kurdī (catturato nel 2005)
- Abd al-Hādī al-'Irāqī (catturato nel 2006)
- sceicco ʿAbd al-Raḥmān (ucciso nel 2006)
- Ḥāmid Jumʿa Fāris Jurī al-Saʿīdī (catturato nel 2006)
- Abū Yaʿqūb al-Maṣrī (ucciso nel 2007)
- Haytham al-Badrī (ucciso nel 2007)
- Khālid al-Mashhadānī (catturato nel 2007)
- Māhir al-Zubaydī (ucciso nel 2008)
- Muḥammad Mūmū (ucciso nel 2008)
- Huthayfa al-Batawī (ucciso nel 2011)
- Abū Nuradin Rustamov (ucciso nel 2016)

### Combattenti stranieri
Ci sono molti combattenti stranieri tra le file dell'ISIS. Nel giugno del 2014 la rivista inglese The Economist riporta che «l'ISIS potrebbe avere fino a 6.000 combattenti in Iraq e 3–5.000 in Siria, inclusi forse 3.000 stranieri; quasi un migliaio si dice vengano dalla Cecenia e forse cinquecento o qualcosa di più da Francia, Gran Bretagna e altre parti d'Europa». Il comandante ceceno Abū ʿOmar al-Shishānī, ad esempio, è stato nominato tale per il settore nord della Siria dall'ISIS nel 2013. Secondo il New York Times, nel settembre del 2014 c'erano più di 2.000 europei e 100 americani tra i combattenti stranieri dell'ISIS.

## Obiettivi

### Istituzione di uno stato islamico
Fin dal suo inizio l'istituzione di uno Stato islamico puro è stato uno degli obiettivi principali dell'organizzazione. Secondo la giornalista Sarah Birke, una delle "differenze significative" tra il fronte al-Nuṣra e lo Stato Islamico è che quest'ultimo "tende a essere più focalizzato sull'istituzione di un proprio governo nel territorio conquistato". Mentre entrambi i gruppi condividono l'ambizione di costruire uno Stato islamico, l'ISIS è "molto più spietata [...] compie attacchi settari e impone immediatamente la shari'a". Lo Stato Islamico ha ufficialmente raggiunto il suo obiettivo il 29 giugno 2014, quando ha rimosso la dicitura "Iraq e Levante" dal proprio nome e dichiarato i territori occupati di Iraq e Siria come parte di un nuovo califfato.

### Rivendicazioni territoriali
Il 13 ottobre 2006 il gruppo annunciò la fondazione dello Stato Islamico dell'Iraq, che rivendicò l'autorità sui governatorati islamici di Baghdad, al-Anbār, Diyālā, Kirkuk, Ṣalāḥ al-Dīn, Nīnawā e parti del governatorato di Babil.
In seguito all'espansione del gruppo all'interno della Siria nel 2013 e l'annuncio dello Stato Islamico dell'Iraq e del Levante, il numero di province rivendicate è salito a 16. Oltre alle sette irachene, le wilaya siriane (in gran parte entro i confini dei governatorati esistenti), sono Hassaké, Deir el-Zor, al-Raqqa, Homs, Aleppo, Idlib, Hama, Damasco e Laodicea.
La sede del potere dello Stato Islamico in Siria è il governatorato di al-Raqqa. È risaputo che i più importanti leader dello Stato Islamico, incluso Abu Bakr al-Baghdadi, abbiano visitato il capoluogo, al-Raqqa.
Nella metà del 2014 il gruppo ha pubblicato un video intitolato La fine di Sykes-Picot, nel quale è presente un cileno, Abu Safyya, che parla inglese. Il video annuncia le intenzioni del gruppo di eliminare gli attuali confini tra i Paesi islamici del Vicino Oriente; questo è un riferimento ai confini decisi dall'accordo Sykes-Picot durante la prima guerra mondiale.
Il 1º luglio 2014 il gruppo ha pubblicato la mappa dei territori che vuole occupare entro il 2020: la mappa comprende tutto il Nord Africa, gran parte dell'Asia occidentale (Medio Oriente incluso e parte della Cina) e parte d'Europa (Balcani, Grecia, Turchia, Cipro, Malta, Ungheria, Slovacchia, Romania, Bulgaria, Moldavia, Crimea, Penisola Iberica, Austria e Liechtenstein). La data indicata per la conquista di Madrid, cioè Al-Andalus, è il 2020.
Il 4 novembre 2014 il gruppo ha divulgato le linee guida per conquistare Roma. Il piano è quello di muoversi su due specifiche direzioni, quella verso la Libia che passa per l'Egitto e quella verso Israele che passa per la Giordania.

### Territori

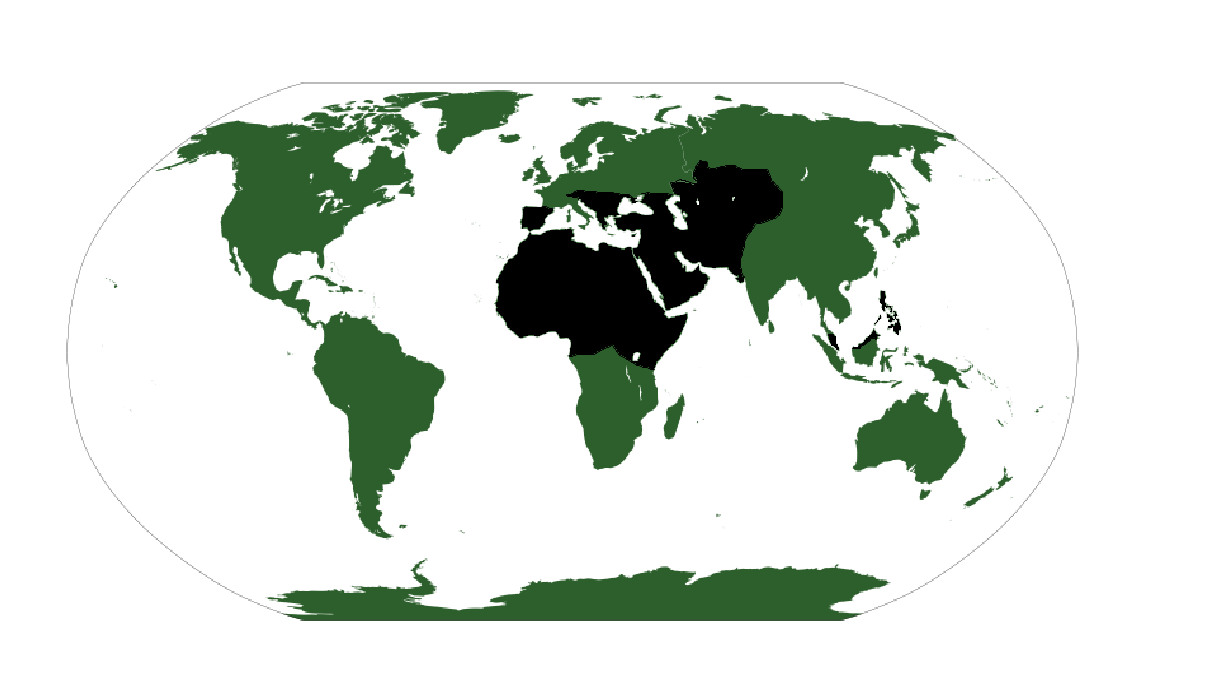
I territori reclamati dall'ISIS

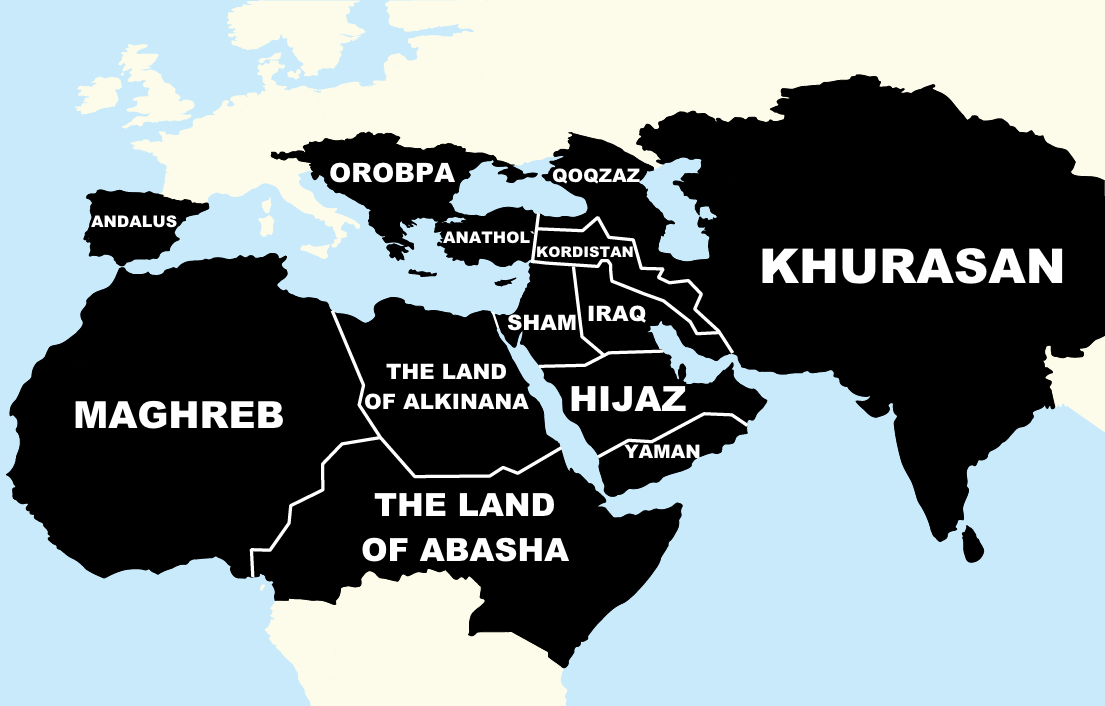
I territori reclamati con delle denominazioni delle ipotetiche province dello Stato Islamico del 2014

| Zona                          | Gruppo                                                         | Stati (periodo del conflitto)                                                                    |
| ----------------------------- | -------------------------------------------------------------- | ------------------------------------------------------------------------------------------------ |
| Al-Barakah                    | Stato Islamico dell'Iraq e del Levante                         | Siria (dal 2013) Iraq (dal 2017)                                                                 |
| Cirenaica Fezzan Tripolitania | Stato Islamico Libico                                          | Libia (dal 2014)                                                                                 |
| Sinai                         | Stato Islamico della provincia del Sinai                       | Egitto (dal 2011)                                                                                |
| Yemen                         | Stato Islamico della provincia yemenita                        | Yemen (dal 2015)                                                                                 |
| Algeria                       | Stato Islamico nella Grande Sahara                             | Algeria (dal 2014)                                                                               |
| Khorasan                      | Stato islamico dell'Iraq e del Levante - Provincia di Khorasan | Afghanistan (dal 2021) Pakistan (dal 2004)                                                       |
| Nigeria del Nord (Boko Haram) | Stato Islamico della provincia dell'Africa occidentale         | Nigeria (dal 2015)                                                                               |
| Caucaso                       | Stato Islamico della provincia del Caucaso                     | Armenia Azerbaigian Georgia Russia (fino al 2017)                                                |
| Iran                          | Stato Islamico della provincia persiana                        | Iran (data sconosciuta)                                                                          |
| Palestina                     | Brigata di Sheikh Omar Hadid (in alleanza con IS)              | Palestina (2014-2015)                                                                            |
| Corno d'Africa                | Stato Islamico in Somalia                                      | Eritrea Etiopia Gibuti Somalia (dal 2015)                                                        |
| Mindanao                      | Abu Sayyaf (in alleanza con IS)                                | Filippine (data sconosciuta)                                                                     |
| Balcani                       | Leoni dei Balcani                                              | Albania Bosnia ed Erzegovina Croazia Grecia Kosovo Macedonia del Nord Montenegro Serbia Slovenia |
| Al-Andalus                    | -                                                              | Portogallo Spagna                                                                                |

#### Stato Islamico della provincia del Khorasan
Lo Stato Islamico della provincia del Khorasan, meglio conosciuto con la sigla ISKP o ISIS-Khorasan, è un sottogruppo presente in Afghanistan.

## Strategia
Samir Abd Muhammad al Khilifawi, nome di battaglia Hajji Bakr, un ex colonnello del disciolto servizio segreto iracheno, aveva elaborato un piano ardito e difficile da realizzare: conquistare più territorio possibile in Siria, sfruttando il caos della guerra e usarlo come base di partenza per invadere l'Iraq.
Alla fine del 2012, in Siria, Haji Bakr si stabilì a Tal Rifaat, una città radicale, diventata la roccaforte dell'ISIS nella provincia di Aleppo e organizzò un sistema di spionaggio capillare, come quello per cui aveva lavorato sotto il regime di Saddam Hussein. Mise un emiro, o comandante, a capo di ciascun consiglio provinciale che si occupava delle comunicazioni, dei sequestri, delle attività dei cecchini e degli omicidi. La rete di spionaggio costruita da Bakr, cominciò a operare nella primavera del 2013, quando l'ISIS cominciò ad aprire i primi centri missionari islamici in alcune città del nord della Siria controllate dai ribelli: la strategia elaborata da Haji Bakr era di aprire un centro missionario islamico nella città della quale si voleva impossessarsi, senza combattere: tra i credenti, reclutava ragazzi di 16 e 17 anni, che cominciavano a frequentare il centro missionario, le spie di Bakr ne selezionavano alcuni che dovevano riportare tutto ciò che succedeva in città, per poi passare le informazioni all'ISIS. Bakr voleva sapere quali erano le famiglie più influenti, i loro guadagni, le brigate ribelli presenti e il tipo di attività illegali secondo la sharia, più diffuse, in modo da ricattare chi le compiva. Bakr diceva che diversi "fratelli" fra le spie, venivano selezionati per sposare le figlie delle famiglie più facoltose, in modo da "assicurarsi la penetrazione all'interno di queste famiglie, senza che loro se ne accorgessero". L'Islam radicale era visto più come strumento per riconquistare l'Iraq, piuttosto che come obiettivo finale. L'ISIS cominciò lentamente ad avere il controllo di alcune città, senza mai arrivare allo scontro. Nei casi in cui il suo potere era contrastato dalle forze locali, l'ISIS cominciò anche a compiere assassinii mirati e sequestri degli oppositori, senza però rivendicarne la responsabilità.

## Propaganda e social media
Il gruppo fa un uso efficace della propaganda, come ha dimostrato con la scelta del colore nero per il suo vessillo (colore ufficiale della dinastia abbaside, che ebbe come sue capitali Baghdad e Samarra: entrambe nisbe di Abū Bakr al-Baghdādī), su cui è scritto un Tawḥīd che, per quanto calligraficamente sgraziato, va letto dal basso verso l'alto, probabilmente per sottolineare la rilevanza dei concetti espressi: "Muḥammad" al livello inferiore, seguito al di sopra dalla parola "rasūl" (Inviato [di Allāh]) e, in alto, dal sostantivo Allāh.
Ulteriore elemento simbolico, fortemente evocativo per i musulmani più acculturati, è il luogo prescelto nell'estate del 2014 per l'annuncio della costituzione del "Califfato" islamico: la moschea di Mosul, detta al-Nūrī, così detta perché fondata dal sultano turco Nūr al-Dīn (il nostro Norandino), che avviò proprio da Mosul la riconquista islamica della Terrasanta occupata dai crociati. Anche il nome di battaglia del suo capo non è casuale, essendo la sua kunya Abū Bakr quella del primo califfo "ortodosso" (rāshid) della umma islamica, mentre la nisba al-Baghdādī sottolinea la originale matrice del suo capo e del movimento: l'Iraq, di cui Baghdād è la capitale e che fu, dall'VIII al XIII secolo, sede prestigiosa del califfato abbaside.
Sul giornale online dell'ISIS Dābiq è stato poi pubblicato il 12 ottobre un fotomontaggio, che è stato (come probabilmente sperava l'ISIS) puntualmente riproposto dai media occidentali, in cui era raffigurata sullo sfondo la Basilica di San Pietro a Roma, con il vessillo dell'ISIS sventolante al di sopra dell'obelisco della piazza, e un titolo (The failed Crusade) in cui si sottolineava il "fallimento" della "crociata" – intesa dai componenti dello Stato Islamico dall'inefficacia dei bombardamenti aerei alleati – e l'imminente inevitabile conquista di Roma, assurta a simbolo dell'intero Occidente.
Nel novembre del 2006, poco dopo la creazione dello Stato Islamico dell'Iraq, il gruppo ha fondato l'al-Furqan Institute for Media Production, il quale produce CD, DVD, manifesti, libelli e propaganda di rete. Il principale organo di stampa dello Stato Islamico è l'I'tisaam Media Foundation, fondato nel marzo del 2003, e distribuisce tramite il Global Islamic Media Front (GIMF).
Nel 2014 lo Stato Islamico ha fondato l'Al Hayat Media Center, rivolto ai popoli occidentali e pubblica materiale in inglese, tedesco, russo e francese. Nel 2014 ha anche fondato la Anjad Media Foundation, che pubblica Anasheed (in arabo أناشيد‎?, Anāshīd), ovvero "canti religiosi" che incitano al jihād.
Lo Stato Islamico si avvantaggia regolarmente dei media sociali, in particolare di Twitter. Per distribuire il suo messaggio organizza campagne hashtag, incoraggiando tweet con etichette popolari e utilizzando applicazioni che abilitano lo Stato Islamico a diffondere la propria propaganda sui profili dei suoi sostenitori. L'uso dei media sociali è stato descritto da un esperto come "probabilmente più sofisticato di [quelli della] maggior parte delle compagnie statunitensi". Un altro commento è che "l'ISIS mette più enfasi nei media sociali rispetto agli altri gruppi jihadisti [...] Ha una presenza sui media sociali molto coordinata".
Anche se i feed dello Stato Islamico su Twitter vengono regolarmente censurati – provocando nell'ottobre del 2014 una minacciosa rimostranza dell'ISIS –, frequentemente essi vengono ricreati, consentendo di mantenere all'organizzazione una forte presenza in rete. Il gruppo ha tentato di espandersi su altre piattaforme sociali come Quitter, Friendica e Diaspora, ma gli ultimi due hanno immediatamente rimosso la sua presenza.
Lo Stato Islamico è, inoltre, proprietario della Radio Al-Bayan e si serve dell'agenzia di stampa Amaq, una tra le più importanti fonti di propaganda di Daesh.
Una certa rilevanza ha assunto la campagna propagandistica operata da giovani attiviste islamiche che vivono o hanno vissuto in Paesi occidentali, e che tramite i social network entrano in contatto con giovani ragazze musulmane allo scopo di spingerle ad abbandonare gli Stati di residenza per unirsi allo Stato Islamico e creare la propria famiglia sposando uno dei cittadini maschi del Califfato. Il sovrappopolamento maschile infatti rappresenta un grosso ostacolo per quelli che sono i fini dello Stato Islamico, poiché lo squilibrio tra uomini e donne non favorisce l'insorgere di nuovi e crescenti nuclei familiari da cui far nascere per poi educare secondo la legge islamica le nuove generazioni del Califfato. In generale, e questo vale anche per il reclutamento di molti potenziali guerriglieri, la tattica del corteggiamento personale tramite i social network è uno degli strumenti più utilizzati dagli incaricati di diffondere il proselitismo.

## Finanze

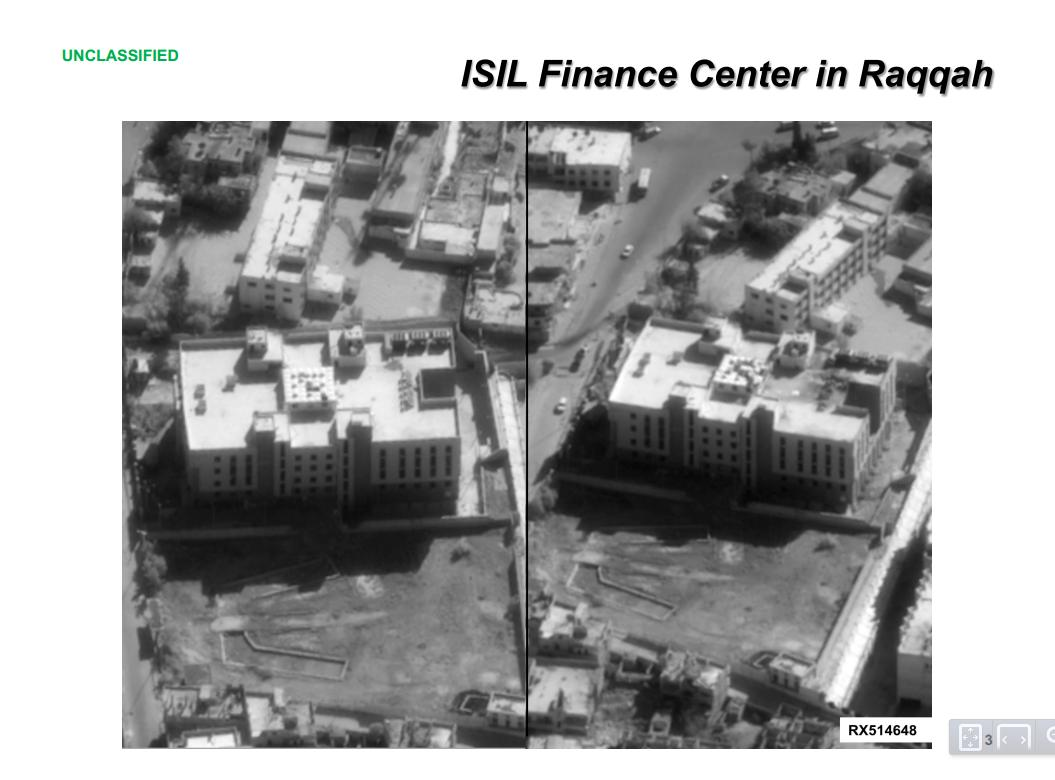
Centro finanziario dell'ISIS ad Al-Raqqa

Uno studio di duecento documenti (lettere personali, note spesa e registri dei membri) appartenenti ad al-Qaida in Iraq e all'ISIS stesso è stato effettuato dalla RAND Corporation nel 2014. Si è scoperto che tra il 2005 e il 2010 le donazioni dall'estero arrivavano solo al 5% del capitale a disposizione del gruppo, il resto veniva raccolto in Iraq. Nel periodo di tempo studiato, alle cellule era richiesto d'inviare fino al 20% degli introiti derivanti da rapimento, estorsione e altre attività, al livello superiore della gerarchia del gruppo. I comandanti di grado più alto avrebbero poi distribuito i fondi alle celle provinciali o locali che si trovavano in difficoltà o avevano bisogno di soldi per condurre gli attacchi. I dati mostrano che per il denaro liquido ISIS contava su membri di Mosul, la cui dirigenza era usata per elargire ulteriori fondi ai miliziani di Diyāla, Ṣalāḥ al-Dīn (Salahuddin) e Baghdād che si trovavano in difficoltà.
Nella metà del 2014 lo spionaggio iracheno ha ottenuto informazioni da un membro dell'ISIS, il quale ha rivelato che le risorse del gruppo ammontano a due miliardi di dollari statunitensi. L'ISIS è così il più ricco gruppo jihadista del mondo. Alcune voci dicono che circa tre quarti di questa somma è rappresentata da risorse di cui il gruppo si è impadronito durante la presa di Mosul nel giugno del 2014; queste includono fino a 429 milioni di dollari rubati dalla banca centrale di Mosul, assieme ad altri milioni e a una grande quantità di lingotti d'oro rubati da altre banche di Mosul. È stato però messo in dubbio il fatto che l'ISIS abbia potuto recuperare una somma così imponente dalla banca centrale e abbia realizzato le rapine in banca di cui è accusata.
L'ISIS ha regolarmente praticato l'estorsione, ad esempio domandando denaro ai camionisti, minacciandoli di far esplodere il loro carico. Le rapine in banca e alle gioiellerie sono state altre fonti di guadagno. È risaputo, inoltre, che il gruppo abbia ricevuto fondi da donatori privati dagli Stati del Golfo, e sia il primo ministro iraniano sia quello iracheno Nuri al-Maliki hanno accusato l'Arabia Saudita e il Qatar di finanziare l'ISIS, senza però fornire prove.
Si pensa che il gruppo riceva dei considerevoli finanziamenti dalle sue operazioni nella Siria orientale, dove ha sequestrato campi petroliferi e contrabbandato materiali grezzi e beni archeologici. ISIS guadagna denaro anche dalla produzione di petrolio greggio e vendendo energia elettrica nella Siria settentrionale e al governo siriano.
Fin dal 2012 l'ISIS ha prodotto rapporti annuali dando informazioni numeriche sulle sue operazioni in uno stile che ricorda i report aziendali, incoraggiando potenziali donatori.
Un report del quotidiano The Financial Times (16 ottobre 2015), seguito da The Independent (Novembre 2015), ha rivelato che il gruppo IIS operante in Iraq e Siria si finanzia attraverso fondi sono in parte generati da:
- traffico di droga: secondo un dirigente del Servizio Antidroga russo (FSKN), le entrate annue di ISIS provenienti dal traffico di droga da Afghanistan (in particolare l'eroina derivata dall'oppio) verso i paesi Europei, ammontano a circa un miliardo di dollari USA. La rotta balcanica è diventata marginale, ora la droga viaggia anche attraverso l'Iraq. Secondo l'agenzia di stampa Itar-Tass, "più della metà dell'eroina venduta in Europa ha ormai matrice jihadista".[255]
- contrabbando di petrolio: il petrolio è l'oro nero che alimenta la macchina da guerra, fornisce energia elettrica e dà ai fanatici jihadisti una posizione di vantaggio contro i loro vicini[256]. Il contrabbando di petrolio e prodotti petroliferi dai campi petroliferi occupati e le attività di raffinazione illegale, gestite principalmente dalla “National Oil Corporation" in Libia, ma anche attraverso intermediari turchi, curdi e giordani, attraverso i porti di Kiev a Odessa, nonché attraverso numerosi altri intermediari della regione. Secondo il report, nel 2015 la produzione di greggio dai territori occupati da forze ISIS ammontava tra 34 e 40.000 barili al giorno, venduti a un prezzo tra 20 e 45 dollari al barile, per un introito di 1.5 milioni di dollari, che poi gli importatori rivendono a raffinatori locali o intermediari tra 60 e 100 dollari al barile. Gruppi dello Stato Islamico (IS, ISIS, ISIL, Daesh) il 22 febbraio 2016 hanno attaccato i depositi di Fida che hanno una produzione di 360.000-370.000 barili di greggio al giorno, circa il 25 % degli 1.6 milioni di barili al giorno prodotti dalla Libia prima della rivolta del 2011, oltre ad attacchi presso Es Sider e Ras Lanuf a febbraio nel corso dei quali 20 dei 32 punti di stoccaggio hanno riportato danni per centinaia di milioni di dollari[257];
- donazioni private: ISIS riceve fondi da parte di investitori privati dei paesi del Golfo, in particolare Kuwait e Arabia Saudita, che sostengono la lotta contro il regime di Bashar Assad, attraverso enti di beneficenza islamici, soprattutto in Qatar, Kuwait e Arabia Saudita;
- rapine e furti: nel giugno del 2014 uomini armati ISIS hanno rapinato una filiale della Banca Centrale Irachena a Mosul, con un bottino stimato circa 500 miliardi di dinari iracheni (430 milioni di dollari, una delle maggiori rapine a una banca, nella storia), col silenzio-stampa (né conferma né smentita) sia da fonti ISIS che dalla Union Bank of Iraq, mentre viene smentita dalla sede locale di Mosul[258]. Però vari milioni sarebbero poi stati distrutti da un bombardamento aereo delle forze USA a gennaio 2016[259];
- oscure operazioni effettuate nel sud del Regno Unito relative a offerte telefoniche di servizi bancari e importazione di automobili dall'Inghilterra verso l'Africa.[senza fonte]

Altre fonti di finanziamento dello Stato Islamico sono i rapimenti a fini estorsivi; le "tasse di protezione" imposte alle comunità cristiane e alle altre minoranze religiose per avere il permesso di vivere nei territori controllati; il traffico di profughi e di esseri umani in genere; investimenti, truffe e operazioni speculative nel mondo delle criptovalute; il trafugamento e il commercio di beni archeologici e opere d'arte; dazi e tasse di vario genere all'interno dei territori controllati.

## Equipaggiamento
Le armi più comuni usate contro la coalizione multinazionale in Iraq durante la guerriglia irachena tra il 2003 e il 2011 erano quelle prese dalle riserve di armi di Saddam Hussein distribuite per il Paese; queste comprendevano i fucili d'assalto AKM, mitragliatrici PK e lanciarazzi RPG-7.
L'ISIS è stata in grado di rafforzare le sue capacità militari catturando una grande quantità di armi di diverse tipologie durante la guerra civile siriana e nella guerriglia irachena scatenatasi dopo il ritiro delle truppe statunitensi. Queste razzie di armi hanno migliorato le capacità del gruppo di portare a termine le operazioni successive e ottenere ulteriori equipaggiamenti.
Le armi che ISIS ha ottenuto e impiegato comprendono: missili terra-aria Strela-2 e FIM-92 Stinger; Missili anticarro M-79 Osa, HJ-8 e AT-4 Spigot; artiglieria 130mm M-46 e obici M198; carri armati T-54/55, T-72, e M1 Abrams; autoblindo Humvee e M1117; camion muniti di mitragliatrici DŠK cannoni antiaerei ZU-23-2; lanciarazzi multipli BM-21; almeno un missile Scud.
Quando l'ISIS ha preso l'aeroporto di Mosul nel giugno del 2014 ha sottratto degli elicotteri Sikorsky UH-60 Black Hawk e alcuni aerei da trasporto che stazionavano lì. Secondo Peter Beaumont del The Guardian sembra difficile che l'ISIS sarà in grado di schierarli.
L'ISIS si è anche impossessata di materiale nucleare dall'Università di Mosul nel luglio del 2014. In una lettera al segretario generale dell'ONU Ban Ki-moon l'ambasciatore ONU in Iraq, Muhammad 'Ali al-Hakim, ha detto che il materiale presente nell'università "può essere utilizzato per creare armi di distruzione di massa". Esperti nucleari considerano però la minaccia insignificante. Il portavoce dell'Agenzia internazionale per l'energia atomica Gill Tudor scrive che il materiale rubato era "di bassa qualità e non presenta un rischio significativo per la sicurezza o proliferazione nucleare".
L'ISIS riceve armi anche dalla 'ndrangheta, alla quale vengono pagate con reperti archeologici trafugati, che successivamente la 'ndrangheta rivende al mercato nero. Le armi sono fornite dalla 'ndrangheta principalmente dalla mafia russa attraverso l'Ucraina e la Moldavia.

## Aspetti controversi

### Accuse di crimini di guerra
Nel luglio del 2014 la BBC ha riportato le parole dell'investigatore capo delle Nazioni Unite che dichiara: “I combattenti dello Stato Islamico dell'Iraq e del Levante (ISIL) potrebbero essere aggiunti alla lista dei sospettati per crimini di guerra in Siria.” Nell'agosto del 2014 le Nazioni Unite hanno accusato lo Stato Islamico di commettere “atrocità di massa” e crimini di guerra.

### Conflitti con altri gruppi
Nel gennaio del 2014, in Siria, i ribelli affiliati al Fronte Islamico e l'Esercito Siriano Libero lanciarono un'offensiva contro i combattenti dell'ISIS ad Aleppo e dintorni.

### Violazione dei diritti umani
All'inizio di settembre del 2014 il Consiglio per i diritti umani delle Nazioni Unite decise di mandare in Iraq e in Siria un team per investigare su abusi e uccisioni “di portata inimmaginabile” compiute dallo Stato Islamico. Zeid Ra'ad al Hussein di Giordania, che ha sostituito Navanethem Pillay come Alto commissario delle Nazioni Unite per i diritti umani, ha incoraggiato i capi mondiali a intervenire per proteggere le donne e bambini che si trovano tra le mani dei combattenti dello Stato Islamico, che si diceva stessero cercando di creare una "casa del sangue". Ha fatto appello alla comunità internazionale perché concentri i suoi sforzi per porre fine al conflitto in Iraq e Siria.

### Persecuzioni religiose
Lo Stato Islamico obbliga le persone che si trovano nelle aree sotto il suo controllo ad attestare la propria fede islamica, vivere secondo la propria interpretazione dell'Islam sunnita e sotto la Legge coranica con la pena di morte, tortura e mutilazione genitale. La violenza è rivolta verso le minoranze cristiane in genere, i musulmani sciiti, assiri, yazidi, drusi, caldei, siriaci e armeni cristiani, in particolare shabak e mandei.
Amnesty International ha accusato l'ISIS di pulizia etnica nei gruppi minoritari dell'Iraq settentrionale.

### Trattamento dei civili
Durante il conflitto iracheno del 2014, l'ISIS ha pubblicato dozzine di video che mostrano il trattamento riservato ai civili, molti dei quali erano considerati in base alla loro religione e gruppo etnico. Navanethem Pillay, da Alto commissario per i diritti umani delle Nazioni Unite, ha segnalato la presenza di crimini nella zona di guerra dell'Iraq divulgando un rapporto delle Nazioni Unite in cui si fa riferimento a militari iracheni e diciassette civili uccisi in una strada di Mosul da parte dei combattenti dell'ISIS. Le Nazioni Unite riportano inoltre che dal 5 al 22 giugno l'ISIS ha ucciso più di mille civili iracheni e ne ha feriti almeno un altro migliaio. Dopo la pubblicazione da parte di ISIS di fotografie che ritraggono i suoi combattenti uccidere file di giovani uomini, le Nazioni Unite hanno dichiarato che le esecuzioni a sangue freddo eseguite dall'ISIS nell'Iraq settentrionale vanno quasi sicuramente annoverate tra i crimini di guerra.
L'avanzata dell'ISIS in Iraq nella metà del 2014 è stata accompagnata da continua violenza in Siria. Il 29 maggio un villaggio siriano è stato assaltato dall'ISIS e almeno quindici civili sono rimasti uccisi, secondo Human Rights Watch almeno sei erano bambini. Un ospedale della zona ha confermato di aver ricevuto quindici corpi lo stesso giorno. L'Osservatorio siriano per i diritti umani ha riportato che il primo giugno un uomo di centodue anni è stato ucciso con tutta la sua famiglia in un villaggio a Hama.
L'ISIS ha reclutato nei propri ranghi bambini iracheni che possono essere visti mentre pattugliano le strade di Mosul imbracciando un fucile con una maschera in faccia.

### Accuse di violenza sessuale
Secondo un rapporto, la presa delle città irachene nel giugno del 2014 da parte dell'ISIS è stata accompagnata da un'impennata di crimini contro le donne. Il Guardian ha riportato che l'agenda estremista dell'ISIS si estende al corpo delle donne e che le donne che vivono sotto il suo controllo sono state catturate e stuprate.
Hannaa Edwar, una delle principali sostenitrici dei diritti delle donne a Baghdad, che dirige un'organizzazione non governativa chiamata "Iraqi Al-Amal Association", ha dichiarato che nessuno dei suoi contatti a Mosul ha potuto confermare alcun caso di stupro. Un'altra attivista per i diritti delle donne di Baghdad, Basma al-Khatīb, ha detto che una cultura della violenza contro le donne esiste in Iraq e si sente sicura del fatto che avvenissero violenze sessuali nei confronti delle donne a Mosul non solo per opera dell'ISIS, ma di tutti i gruppi armati.
Durante un incontro con Nuri al-Maliki, il ministro degli Esteri britannico Wiliam Hague ha dichiarato: "Chiunque glorifichi, supporti o si unisca all'ISIS deve capire che aiuterebbe un gruppo responsabile di rapimento, tortura, esecuzioni, stupro e molti altri orribili crimini". Secondo Martin Williams del The Citizen, un quotidiano sudafricano, una parte dei membri appartenenti alla linea dura del salafismo considerano il sesso extraconiugale con più partner come una forma legittima di guerra santa ed è "difficile riconciliare questo con una religione nella quale alcuni seguaci insistono che le donne debbano essere coperte dalla testa ai piedi, con solo una sottile apertura sugli occhi".
Haleh Esfandiari del Woodrow Wilson International Center for Scholars ha sottolineato l'abuso su donne locali da parte dei combattenti dell'ISIS dopo aver catturato un'area. "Solitamente prendono le donne più vecchie a un improvvisato mercato degli schiavi e provano a venderle. Le più giovani... sono stuprate o date in spose ai combattenti [...] È basato sul matrimonio temporaneo e una volta che questi combattenti hanno fatto sesso con queste giovani donne, le passano ad altri combattenti".
Alcuni testimoni hanno dichiarato che alcune ragazze yazide, dopo essere state stuprate dai combattenti dell'ISIS, si sono suicidate gettandosi dal monte Jebel Sinjar.

### Persecuzione degli omosessuali
L'Osservatorio nazionale per i diritti umani in Siria (Ondus) ha evidenziato come l'ISIS promuova la persecuzione delle persone omosessuali prevedendo per loro la pena capitale.
Diversi Tribunali islamici, tra cui le Corti islamiche di Wilāyat al-Furāt, di Mayadin e di Dayr al-Zor, hanno condannato a morte diversi omosessuali con metodi particolarmente brutali e cruenti, anche ispirati a un antico supplizio islamico secondo cui "i sodomiti devono essere fatti precipitare dal punto più alto della città e poi lapidati fino alla morte". Alcuni omosessuali sono stati legati e portati in cima al tetto del palazzo più alto della città, fatti precipitare a terra e poi lapidati pubblicamente.

### Il ruolo di John McCain
Tutt'altra dimensione assumono i presunti rapporti del leader e califfo al-Baghdadi con il senatore statunitense John McCain, presumibilmente come presidente dell'IRI (International Republican Institute, "specie di ramo repubblicano della NED, creata da Ronald Reagan per estendere le attività della CIA"), documentati da una serie di controverse fotografie che testimonierebbero relazioni tra i due. In un editoriale pubblicato su Boulevard Voltaire, il giornalista Thierry Meyssan ha scritto di fotografie e video che mostrano il senatore repubblicano in compagnia di rappresentanti di fazioni opposte al regime siriano, fra cui al-Baghdadi. Interrogato sulla sua vicinanza a terroristi islamici, il senatore repubblicano avrebbe affermato di non conoscere alcuni di essi (nello specifico, Mohammad Nur, "che si sarebbe intrufolato nella foto di sua iniziativa"). In alcune interviste televisive originarie mandate in onda dalle emittenti televisive statunitensi Fox e CNN, McCain rivela il sostegno a gruppi ribelli in funzione anti-Assad in Siria.

### Critiche nell'ambito islamico
Alcuni commentatori sunniti come Zayd Hamis, e anche muftī jihadisti e salafiti come Adnan al-Arūr e Abu Basir al-Tartusi, ritengono però che lo Stato Islamico e altri gruppi terroristici a esso correlati non siano affatto salafiti, ma eretici kharigiti, al servizio di un'agenzia imperiale anti-islamica.
Altre fonti associano invece l'ideologia del gruppo non al fondamentalismo islamico e al jihadismo di al-Qāʿida, ma al wahhabismo. Secondo lo studioso Bernard Haykel, il wahabismo è "il parente più stretto dello Stato Islamico [...] Per al-Qāʿida la violenza è un mezzo per arrivare a un fine, per l'ISIS è un fine in sé". Secondo il New York Times, "tutti i più influenti teorici del jihad criticano lo Stato Islamico definendolo anormale, considerando nullo l'autoproclamato califfato" e criticandolo per le decapitazioni di giornalisti e operatori umanitari.
I salafiti, come gli appartenenti allo Stato Islamico, credono che solo un'autorità legittima possa intraprendere la direzione del jihād, e che la purificazione della società islamica sia prioritaria rispetto ad altre attività, come quella di combattere contro Paesi non musulmani. Ad esempio, per quanto riguarda la questione palestinese, lo Stato Islamico considera Ḥamās – un gruppo sunnita che costituisce la branca dei Fratelli Musulmani in Palestina – come apostata e senza alcuna autorità per guidare il jihād. Combattere Ḥamās potrebbe quindi essere il suo primo passo verso il confronto con Israele.
Alla fine di settembre del 2014 più di centoventi studiosi islamici di tutto il mondo hanno firmato una lettera aperta al leader dello Stato Islamico rifiutando esplicitamente le interpretazioni che il gruppo dà del Corano e della ḥadīth per giustificare le proprie azioni. La lettera rimprovera lo Stato Islamico per le esecuzioni dei prigionieri, descrivendole come “atroci crimini di guerra”, e per la persecuzione degli yazidi, definita “abominevole”. Accusano inoltre il gruppo di istigare la fitna istituendo la schiavitù in contraddizione all'interpretazione antischiavista che gli ʿulamāʾ danno al giorno d'oggi.
L'11 ottobre 2014, Mazen Darwish, avvocato siriano di fede musulmana, ha inviato una lettera aperta al quotidiano The Guardian nella quale dice: "Le conseguenze disastrose di ciò sono chiaramente evidenti nel mondo arabo e in Siria, il mio paese, dove le forme più violente di fascismo e la più sporca barbarie sono praticate in nome del patriottismo e dell'Islam, nella stessa misura... Non potete uccidere un'idea eliminando la gente".

### Distruzione di opere d'arte
L'ISIS ha operato una serie di distruzioni di opere d'arte del passato, non solo di natura sacra, attuando così una politica iconoclasta. L'obiettivo è infatti quello di eliminare antichità e reperti archeologici considerati blasfemi.
L'elenco delle opere oggetto di distruzione o danneggiamento comprende:
- Il tempio di Baalshamin a Palmira
- Il tempio di Bel a Palmira
- Resti greco-romani di Palmira (patrimonio mondiale UNESCO)
- Resti assiri di Nimrud e di Hatra
- Il monastero di Sant'Elia

## Relazioni internazionali
In un comunicato l'ONU fa riferimento allo Stato Islamico come "gruppo terroristico"; in un altro comunicato del 2 settembre 2014 si riferisce all'ISIS come al «cosiddetto Stato Islamico dell'Iraq e del Levante», contemporaneamente esprimendo apprezzamento alle forze di sicurezza irachene e peshmerga impegnate nella difesa di Amerli. Ha inoltre dichiarato il più alto livello di emergenza sotto il profilo umanitario e invitato il governo iracheno a formare un governo il prima possibile entro i limiti della Costituzione irachena.
Ufficialmente alcuni Paesi e organizzazioni internazionali del mondo considerano lo Stato Islamico un'organizzazione terroristica, tra i quali:
| Nazione             | Data              | Note            |
| ------------------- | ----------------- | --------------- |
| Nazioni Unite       | 18 ottobre 2004   | [ 330 ] [ 331 ] |
| Unione europea      | 2004              | [ 332 ]         |
| Stati Uniti         | 17 dicembre 2004  | [ 333 ]         |
| Australia           | 2 marzo 2005      | [ 334 ]         |
| Canada              | 20 agosto 2012    | [ 335 ]         |
| Turchia             | 30 ottobre 2013   | [ 336 ] [ 337 ] |
| Arabia Saudita      | 7 marzo 2014      | [ 338 ]         |
| Regno Unito         | 20 giugno 2014    | [ 339 ]         |
| Indonesia           | 1º agosto 2014    | [ 340 ]         |
| Emirati Arabi Uniti | 20 agosto 2014    | [ 341 ]         |
| Israele             | 3 settembre 2014  | [ 342 ]         |
| Malaysia            | 24 settembre 2014 | [ 343 ]         |
| Egitto              | 30 novembre 2014  | [ 344 ] [ 345 ] |
| India               | 16 dicembre 2014  | [ 346 ] [ 347 ] |
| Russia              | 29 dicembre 2014  | [ 348 ]         |
| Giordania           | 6 febbraio 2015   | [ 349 ]         |
| Kirghizistan        | 25 marzo 2015     | [ 350 ]         |
| Pakistan            | 29 agosto 2015    | [ 351 ]         |

## Teorie del complotto

### Presunte relazioni con il governo siriano
Nel gennaio del 2014 il Daily Telegraph ha scritto che fonti dei servizi segreti occidentali, confermate da alcuni disertori di al-Qāʿida, sospettano che il governo siriano abbia fatto un accordo con ISIS e il Fronte al-Nuṣra riguardante il petrolio, dicendo che i combattenti stavano finanziando la loro campagna vendendo petrolio greggio al regime dai campi petroliferi che avevano acquisito.
Un diplomatico occidentale avrebbe anonimamente confermato che c'erano contatti regolari tra il regime e forze legate ad al-Qāʿida, dicendosi però incerto sul grado di reciproca fiducia. Inoltre ha dichiarato: “Non ho dubbi che ci siano connessioni [...] Ma l'assistenza diretta fornita da ISIS al regime con le vendite di petrolio, e l'implicita accettazione della presenza di ISIS in alcune aree da parte del regime, potrebbero indicare un'alleanza tattica che permette a entrambe le entità di perseguire i loro scopi a breve termine”.
Alcuni analisti hanno fatto notare che le basi dell'ISIS non sono state attaccate dall'artiglieria siriana, né dall'aviazione. Un portavoce del Foreign Office del Regno Unito ha anche evidenziato che la mancanza di bombardamenti delle basi dell'ISIS renderebbe credibile il sospetto di collusione. Anche The Guardian ha pubblicato un articolo nel quale concorda con la tesi della collusione.

### Presunto sostegno occulto statunitense
Alcuni cospirazionisti hanno avanzato l'ipotesi secondo cui dietro lo Stato Islamico ci siano gli Stati Uniti, che così facendo intendono destabilizzare ulteriormente il Vicino Oriente. Le prime notizie in tal senso furono pubblicate nel luglio 2014 dal Gulf Daily News, una testata che ha sede nel Bahrein. L'ambasciata americana in Libano ha emesso un comunicato ufficiale per negare le accuse, definendole "una totale invenzione".

### L'ipotesi della regia israeliana
Un'altra teoria complottistica afferma che Abu Bakr al-Baghdadi fosse in realtà un attore e agente israeliano del Mossad chiamato “Simon Elliot”: chi condivide questa asserzione ribadisce che ciò si evince dai documenti scoperti da Edward Snowden, ma l'avvocato di quest'ultimo ha definito tutta la vicenda "una bufala".